# 2004-es Formula–1 olasz nagydíj
Az olasz nagydíj volt a 2004-es Formula–1 világbajnokság tizenötödik futama, amelyet 2004. szeptember 12-én rendeztek meg az olasz Autodromo Nazionale Monzán, Monzában.

## Időmérő edzés
Az első helyről Rubens Barrichello, a másodikról Juan Pablo Montoya , Michael Schumacher harmadikként rajtol a futamon.
| Helyezés | Versenyző            | Csapat/Motor     | Idő      | Különbség |
| -------- | -------------------- | ---------------- | -------- | --------- |
| 1        | Rubens Barrichello   | Ferrari          | 1:20.089 | –         |
| 2        | Juan Pablo Montoya   | Williams-BMW     | 1:20.620 | + 0.531   |
| 3        | Michael Schumacher   | Ferrari          | 1:20.637 | + 0.548   |
| 4        | Fernando Alonso      | Renault          | 1:20.645 | + 0.556   |
| 5        | Szató Takuma         | BAR-Honda        | 1:20.715 | + 0.626   |
| 6        | Jenson Button        | BAR-Honda        | 1:20.786 | + 0.697   |
| 7        | Kimi Räikkönen       | McLaren-Mercedes | 1:20.877 | + 0.788   |
| 8        | Antônio Pizzonia     | Williams-BMW     | 1:20.888 | + 0.799   |
| 9        | Jarno Trulli         | Renault          | 1:21.027 | + 0.938   |
| 10       | David Coulthard      | McLaren-Mercedes | 1:21.049 | + 0.960   |
| 11       | Ricardo Zonta        | Toyota           | 1:21.520 | + 1.431   |
| 12       | Mark Webber          | Jaguar-Cosworth  | 1:21.602 | + 1.513   |
| 13       | Olivier Panis        | Toyota           | 1:21.841 | + 1.752   |
| 14       | Christian Klien      | Jaguar-Cosworth  | 1:21.989 | + 1.900   |
| 15       | Giancarlo Fisichella | Sauber-Petronas  | 1:22.239 | + 2.150   |
| 16       | Felipe Massa         | Sauber-Petronas  | 1:22.287 | + 2.198   |
| 17       | Nick Heidfeld*       | Jordan-Ford      | 1:22.301 | + 2.212   |
| 18       | Giorgio Pantano      | Jordan-Ford      | 1:23.239 | + 3.150   |
| 19       | Baumgartner Zsolt†   | Minardi-Cosworth | 1:24.808 | + 4.719   |
| 20       | Gianmaria Bruni      | Minardi-Cosworth | 1:24.910 | + 4.821   |

* Nick Heidfeld tízhelyes rajtbüntetést kapott motorcsere miatt.
† Baumgartner Zsolt időmérő edzésen elért eredményéhez egy másodpercet hozzáadtak, mert levágott egy sikánt.

## Futam
A harmadik helyről induló Michael Schumacher az első körben hibázott és a mezőny végéről volt kénytelen folytatni a versenyt. A német végül a második helyen fejezte be a futamot csapattársa, Barrichello mögött. Harmadikként Jenson Button végzett, a szintén BAR-Hondás Szató előtt. Ötödik Juan Pablo Montoya, hatodik David Coulthard, hetedik Antônio Pizzonia, a nyolcadik pedig Giancarlo Fisichella lett. Ez volt Jarno Trulli utolsó versenye a Renault csapatánál, az olasz a japán nagydíjon már a Toyota alakulatával vett részt.
| Helyezés | Rajtszám | Versenyző            | Csapat/Motor     | Futott kör | Idő/Kiesés oka | Rajthely | Pont |
| -------- | -------- | -------------------- | ---------------- | ---------- | -------------- | -------- | ---- |
| 1        | 2        | Rubens Barrichello   | Ferrari          | 53         | 1h15:18.448    | 1        | 10   |
| 2        | 1        | Michael Schumacher   | Ferrari          | 53         | + 1.347        | 3        | 8    |
| 3        | 9        | Jenson Button        | BAR-Honda        | 53         | + 10.197       | 6        | 6    |
| 4        | 10       | Szató Takuma         | BAR-Honda        | 53         | + 15.370       | 5        | 5    |
| 5        | 3        | Juan Pablo Montoya   | Williams-BMW     | 53         | + 32.352       | 2        | 4    |
| 6        | 5        | David Coulthard      | McLaren-Mercedes | 53         | + 33.439       | 10       | 3    |
| 7        | 4        | Antônio Pizzonia     | Williams-BMW     | 53         | + 33.752       | 8        | 2    |
| 8        | 11       | Giancarlo Fisichella | Sauber-Petronas  | 53         | + 35.431       | 15       | 1    |
| 9        | 14       | Mark Webber          | Jaguar-Cosworth  | 53         | + 56.761       | 12       |      |
| 10       | 7        | Jarno Trulli         | Renault          | 53         | + 1:06.316     | 9        |      |
| 11       | 16       | Ricardo Zonta        | Toyota           | 53         | + 1:22.531     | 11       |      |
| 12       | 12       | Felipe Massa         | Sauber-Petronas  | 52         | + 1 kör        | 16       |      |
| 13       | 15       | Christian Klien      | Jaguar-Cosworth  | 52         | + 1 kör        | 14       |      |
| 14       | 18       | Nick Heidfeld        | Jordan-Ford      | 52         | + 1 kör        | 20       |      |
| 15       | 21       | Baumgartner Zsolt    | Minardi-Cosworth | 50         | + 3 kör        | 19       |      |
| Ki       | 8        | Fernando Alonso      | Renault          | 40         | Kicsúszás      | 4        |      |
| Ki       | 19       | Giorgio Pantano      | Jordan-Ford      | 33         | Baleset        | 17       |      |
| Ki       | 20       | Gianmaria Bruni      | Minardi-Cosworth | 29         | Tűz            | 18       |      |
| Ki       | 6        | Kimi Räikkönen       | McLaren-Mercedes | 13         | Motorhiba      | 7        |      |
| Ki       | 17       | Olivier Panis        | Toyota           | 0          | Ütközés        | 13       |      |

## A világbajnokság élmezőnyének állása a verseny után
| H  | Versenyzők         | Pont | H  | Konstruktőrök    | Pont |
| -- | ------------------ | ---- | -- | ---------------- | ---- |
| 1. | Michael Schumacher | 136  | 1. | Ferrari          | 234  |
| 2. | Rubens Barrichello | 98   | 2. | BAR-Honda        | 94   |
| 3. | Jenson Button      | 71   | 3. | Renault          | 91   |
| 4. | Jarno Trulli       | 46   | 4. | Williams-BMW     | 60   |
| 5. | Fernando Alonso    | 45   | 5. | McLaren-Mercedes | 52   |

## Statisztikák
Vezető helyen:
- Rubens Barrichello: 21 (1-4 / 37-53)
- Fernando Alonso: 6 (5-10)
- Jenson Button: 24 (11-34)
- Michael Schumacher: 2 (35-36)

Rubens Barrichello 8. győzelme, 10. pole-pozíciója, 14. leggyorsabb köre, 2. mesterhármasa (gy, pp, lk)
- Ferrari 180. győzelme.

Giorgio Pantano utolsó, Jarno Trulli utolsó Renault-os versenye.